# زیرکی (جماعت)
زیرکی جماعت و شهرکی در جنوب غربی کشور تاجیکستان است که در ناحیهٔ کولاب ولایت ختلان قرار دارد. جمعیت این جماعت ۲۱۵۲۲ است.